# Giulio Iellini
Giulio Iellini (nacido el 18 de octubre de 1947 en Trieste, Italia)  es un exjugador italiano de baloncesto. Con 1.91 de estatura, jugaba en la posición de base. 

## Equipos
- 1964-1975 Olimpia Milano
- 1975-1977 Pallacanestro Varese
- 1977-1981 Pallacanestro Vigevano
- 1981-1982 Lazio Roma

## Palmarés
- Copa de Europa: 2

Olimpia Milano: 1965-66
Pallacanestro Varese: 1975-76.
- Recopa: 2

Olimpia Milano: 1970-71, 1971-72.
- LEGA: 5

Olimpia Milano: 1964-65, 1965-66, 1966-67, 1971-1972.
Pallacanestro Varese: 1976-77.
- Copa Italia: 1

Olimpia Milano: 1971-72.